# Smilax saulensis
Smilax saulensis là một loài thực vật có hoa trong họ Smilacaceae. Loài này được J.D.Mitch. miêu tả khoa học đầu tiên năm 1994.